# Gerania
Gerania is een kevergeslacht uit de familie van de boktorren (Cerambycidae). De wetenschappelijke naam van het geslacht werd voor het eerst geldig gepubliceerd in 1835 door Audinet-Serville.

## Soorten
Gerania is monotypisch en omvat slechts de volgende soort:
- Gerania boscii (Fabricius, 1801)